# Джонс, Кирк (режиссёр)
Кирк Джонс (англ. Kirk Jones) (31 октября 1964 года в Бристоль, Англия) — британский кинорежиссёр и сценарист.

## Биография
Кирк Джонс родился 31 октября 1964 года в Бристоле.
Окончил Ньюпортскую школу кино по специальности режиссёр телевизионной рекламы (1987), был награждён Национальной студенческой кинопремией. Его рекламные ролики начала 1990-х годов были успешными и неоднократно отмечались на специализированных фестивальных показах.
С 1998 года режиссёр полнометражных художественных фильмов, его первая лента «Сюрприз старины Неда», получила ряд призов и номинаций, сам Кирк Джонс был номинирован на награду имени Карла Формана за лучший дебют премии Британской академии кино и телевизионных искусств.

## Фильмография
- 1998 — Сюрприз старины Неда / Waking Ned Devine
- 2005 — Моя ужасная няня / Nanny McPhee
- 2009 — Всё путём / Everybody’s Fine
- 2012 — Что ждать, когда ждёшь ребёнка / What to Expect When You're Expecting
- 2016 — Моя большая греческая свадьба 2 / My Big Fat Greek Wedding 2

## Награды и номинации
- Премия BAFTA. Награда Карла Формана за лучший дебют (Кирк Джонс, номинация)
- Награда криков Международного кинофестиваля в Форт-Лодердейле за лучший фильм (Кирк Джонс, победитель)
- Гран-при Астурии Международного кинофестиваля в Хихоне (Кирк Джонс, номинация)
- Приз Немецкой гильдии арт-хаусного кино за лучший иностранный фильм (Кирк Джонс, победитель)
- Награда Сэра Тима Международного кинофестиваля в Марко Айленде (Кирк Джонс, победитель)
- Специальное упоминание Национального совета кинокритиков США (победитель)
- Награда Нью-Йоркского фестиваля комедийных фильмов (Кирк Джонс, победитель)
- Приз зрительских симпатий на Кинофестивале в Париже (Кирк Джонс, победитель)
- Премия «Спутник» за лучший фильм (номинация)[1]